# 제온
제온(Xeon)은 서버와 워크스테이션용 인텔 x86 CPU의 브랜드명으로 x86 CPU의 수많은 계열을 가리킨다. 예전에는 펜티엄이라는 데스크톱 프로세서의 브랜드에 제온이라는 이름을 추가하였지만 지금은 제온 자체를 브랜드로 사용한다.

## 제품군
제온 프로세서는 크게 3가지 제품군이 있으며 4자리 숫자로 분류를 한다. 첫 번째 숫자 3000, 5000, 7000 숫자의 의미는 1소켓 (일반), 2소켓 (DP), 4 소켓 (MP) 이상용을 의미하며 두 번째 숫자는 각 프로세서의 세대를 의미한다. 예를 들면 인텔 제온 프로세서 5400 계열 프로세서는 5300 계열 프로세서보다 최신 세대의 프로세서이다.
- 인텔 제온 프로세서 3000 계열: 일반 서버 및 워크스테이션용 프로세서로 주로 작은 규모의 메일, 네트워크, 파일, 프린트 서버로 사용된다.
- 인텔 제온 프로세서 5000 계열: DP(듀얼프로세서) 서버 및 워크스테이션용 프로세서로 가장 많이 사용된다.
- 인텔 제온 프로세서 7000 계열: MP(멀티프로세서) 서버용 프로세서로 기업용 데이터베이스나 ERP, CRM 등 고성능 고가용성이 요구되는 곳에 사용된다.

| 인텔 제온 프로세서 계열         | 인텔 제온 프로세서 계열 | 인텔 제온 프로세서 계열                                      | 인텔 제온 프로세서 계열                                                             | 인텔 제온 프로세서 계열                                                       | 인텔 제온 프로세서 계열                            | 인텔 제온 프로세서 계열                                   | 인텔 제온 프로세서 계열                                  |
| 최초 로고                       | 최신 로고               | 서버 - (UP/DP) 3000/5000 계열                                | 서버 - (UP/DP) 3000/5000 계열                                                       | 서버 - (UP/DP) 3000/5000 계열                                                 | 서버 - (MP) 7000 계열                              | 서버 - (MP) 7000 계열                                     | 서버 - (MP) 7000 계열                                    |
| 최초 로고                       | 최신 로고               | 코드 이름                                                    | 코어                                                                                | 출시 날짜                                                                     | 코드 이름                                          | 코어                                                      | 출시 날짜                                                |
| ------------------------------- | ----------------------- | ------------------------------------------------------------ | ----------------------------------------------------------------------------------- | ----------------------------------------------------------------------------- | -------------------------------------------------- | --------------------------------------------------------- | -------------------------------------------------------- |
|                                 |                         |                                                              |                                                                                     |                                                                               | 드레이크                                           | (250 nm)                                                  | 1998년 6월                                               |
|                                 |                         |                                                              |                                                                                     |                                                                               | 테너 케스케이드                                    | (250 nm) (180 nm)                                         | 1999년 3월 1999년 10월                                   |
|                                 |                         | 포스터 프레스토니아 갈라틴 노코나 어윈데일 팩시빌 뎀시       | (180 nm) (130 nm) (130 nm) (90 nm) (90 nm) 2개 (90 nm) 2개 (65 nm)                  | 2001년 5월 2002년 2월 2003년 3월 2004년 6월 2005년 2월 2005년 10월 2006년 5월 | 포스터 MP 갈라틴 MP 크랜포드 포토맥 팩시빌 MP 툴사 | (180 nm) (130 nm) (90 nm) (90 nm) 2개 (90 nm) 2개 (65 nm) | 2002년 3월 2002년 11월 2005년 3월 2005년 12월 2006년 8월 |
| New logo as of 2008             |                         | 소사만 우드크레스트 콘로 알렌데일 울프데일 켄트필드 요크필드 | 2개 (65 nm) 2개 (65 nm) 2개 (65 nm) 2개 (65 nm) 2개 (45 nm) 4개 (65 nm) 4개 (45 nm) | 2006년 3월 2006년 6월 2006년 10월 2007년 1월 2008년 2월 2007년 1월 2008년 3월 | 타이거톤 더닝턴                                    | 2개 (65 nm) 4개 (45 nm) 6개 (45 nm)                       | 2007년 9월 2008년 9월                                    |
| New logo as of 2009             | 파일:Xeonlogo.svg       | 울프데일 DP 클로버타운 하퍼타운 네할렘-EP 블룸필드           | 2개 (45 nm) 4개 (65 nm) 4개 (45 nm) 2개/4개 (45 nm) 4개 (45 nm)                     | 2007년 11월 2006년 11월 2007년 11월 2009년 3월                                |                                                    |                                                           |                                                          |
| 인텔 제온 마이크로프로세서 목록 |                         |                                                              |                                                                                     |                                                                               |                                                    |                                                           |                                                          |

## P6 마이크로아키텍처 기반 제온

### 펜티엄 2 제온
첫 제온 프로세서가 1998년에, 펜티엄 프로를 대체하는 펜티엄 II 제온이라는 이름으로 출시되었다 (코드이름: 드레이크). 0.25 µm 공정기술 기반으로 440GX(듀얼 프로세서 워크스테이션용 칩셋) 또는 450NX(4개 프로세서 이상 지원 칩셋)이 사용되었으며 데스크톱용 펜티엄 2 CPU와는 다르다. 슬롯 2로 알려진 커다란 슬롯이 있다. 캐시 크기는 512 KB, 1 MB, 2 MB로 나뉘었으며 100 MT/초의 프론트 사이드 버스(버스 속도)를 사용하였다.

### 펜티엄 3 제온
1999년에 펜티엄 II 제온이 펜티엄 3 제온으로 대체되었다. 펜티엄 2 데슈츠 코어가 펜티엄 3 카트마이 코어로 오면서 크나큰 변화를 반영한 것 같이, 태너란 이름의 첫 펜티엄 3 제온 또한 그 변화를 가져왔지만 서버 사용에 중요성이 없는 스트리밍 SIMD 확장 (SSE)과 캐시 컨트롤러 개선은 제외되었다. 2번째 버전인 캐스케이드는 펜티엄 3 코퍼마인 코어에 기반을 두었다. 캐스케이드 제온은 133 MT/초의 버스와 상대적으로 작은 256 KB의 온다이 L2 캐시를 사용하였다.

## 넷버스트 마이크로아키텍처 기반 제온

### 제온 DP, 제온 MP (32비트)

#### 포스터
2001년 중반에 펜티엄이라는 제품군의 이름으로부터 독립하고, 서버나 워크스테이션 컴퓨터 시장 공략을 목표로 새로 세운 브랜드가 도입되었다. 당시 최신 마이크로아키텍처였던, 넷버스트 마이크로아키텍처를 사용한 첫 버전인 포스터는 데스크톱 펜티엄 4와 조금 달랐다. 워크스테이션에 걸맞은 칩이었지만 서버 응용 프로그램에서 AMD의 애슬론 MP에 비해 성능이 떨어졌다. 더 비싼 램버스 DRAM의 필요성이 제기되면서 포스터의 판매는 그리 인상적이진 못했다.
| 클럭 (GHz) | 열설계전력 (W) |
| ---------- | -------------- |
| 1.4        | 56             |
| 1.5        | 59.2           |
| 1.7        | 65.8           |
| 2.0        | 77.5           |

#### 프레스토니아
2002년에 인텔은 130 나노미터 버전의 제온 브랜드 CPU를 출시하였으며 이때 이름은 프레스토니아로 지정되었다. 인텔의 새로운 하이퍼스레딩 기술과 512 KB의 L2 캐시를 지원하였다. 노스우드 펜티엄 4 코어를 기반으로 하고 있었다.

#### 갈라틴
프레스토니아의 뒤를 잇는 갈라틴은 1MB 또는 2MB의 L3 캐시를 채용하였다. 제온 MP 버전은 포스터 MP보다 훨씬 성능이 좋았고 서버에 인기리에 쓰였다. 나중에 130 나노미터 공정을 통해 인텔은 4MB 캐시를 장착한 제온 MP 갈라틴을 만들 수 있었다. 제온 브랜드 프레스토니아와 갈라틴은 노스우드와 같이 80532로 지정되었다.

### 제온 DP, 제온 MP (64비트)

#### 노코나, 어윈데일
인텔의 아이테니엄과 아이테니엄 2 프로세서가 성공에 이르지 못하자 AMD는 x86 아키텍처에 64비트 확장을 더한 x86-64를 출시하였다. 인텔은 EM64T (x86-64와 거의 같음)를 포함하여 펜티엄 4의 90 나노미터 공정 버전은 프레스캇을 뒤따라서 출시했고 2004년에 노코나라는 이름의 제온 버전을 출시하였다. E7575 (워크스테이션), E7520 (서버), 27320 (서버) 칩셋과 함께 출시되었고 PCI 익스프레스, DDR2 메모리, 시리얼 ATA를 추가적으로 지원하였다. 제온은 눈에 띄게 AMD의 옵테론보다 떨어졌지만 하이퍼스레딩을 지원하는 환경에서는 그보다는 빨랐다.
약간 업데이트된 코어인 어윈데일은 2005년 초에 출시되었으며 노코나보다 두 배 많은 L2 캐시를 갖추었고 프로세서 수요가 적을 때 클럭 속도를 낮추는 기능이 추가되었다. 그러나 독립적인 테스트 결과 AMD의 옵테론이 어윈데일보다 더 높은 성능을 보여 주었다.

#### 크랜포드, 포토맥
64비트 제온 MP는 2005년 4월에 출시되었다. 더 값싼 크랜포드는 노코나의 MP 버전이었지만 더 비싼 포토맥은 8 MiB의 L3 캐시를 갖춘 크랜포드 버전이었다. 이 프레스캇 버전의 제온은 80546이라는 제품 코드를 가지게 되었다.

### 듀얼 코어 제온

#### "팍스빌 DP"
첫 듀얼 코어 CPU의 제온은 팍스빌 DP라는 코드 이름과 80551이라는 제품 코드를 가졌으며, 인텔이 2005년 10월 10일에 출시하였다.
팍스빌 DP는 넷버스트 아키텍처를 채용하였으며 4 MiB의 L2 캐시를 갖춘(각 코어에 2 MiB씩) 싱글 코어 어윈데일(펜티엄 D 브랜드 스미스필드와 관련되어 있음)과 맞먹는 듀얼 코어를 갖추었다. 팍스빌 DP 모델만이 2.8 GHz의 속도에 800 MT/s의 프론트 사이드 버스로 동작하였으며 90 나노미터 공정을 사용하여 출시되었다.

#### 7000 계열 "팍스빌 MP"
| 모델 | 클럭 (GHz) | L2 캐시 (MiB) | 버스 속도 (MHz) | 열설계전력 (W) |
| ---- | ---------- | ------------- | --------------- | -------------- |
| 7020 | 2.66       | 2x1           | 667             | 165            |
| 7030 | 2.80       | 2x1           | 800             | 165            |
| 7040 | 3.00       | 2x2           | 667             | 165            |
| 7041 | 3.00       | 2x2           | 800             | 165            |

#### 7100 계열 "툴사"
| 모델  | 클럭 (GHz) | L2 캐시 (MiB) | L3 캐시 (MiB) | 버스 속도 (MHz) | 열설계전력 (W) |
| ----- | ---------- | ------------- | ------------- | --------------- | -------------- |
| 7110N | 2.50       | 2             | 4             | 667             | 95             |
| 7110M | 2.60       | 2             | 4             | 800             | 95             |
| 7120N | 3.00       | 2             | 4             | 667             | 95             |
| 7120M | 3.00       | 2             | 4             | 800             | 95             |
| 7130N | 3.16       | 2             | 8             | 667             | 150            |
| 7130M | 3.20       | 2             | 8             | 800             | 150            |
| 7140N | 3.33       | 2             | 16            | 667             | 150            |
| 7140M | 3.40       | 2             | 16            | 800             | 150            |

### 5000 계열 "뎀시"
| 모델 | 클럭 (GHz) | L2 캐시 (MiB) | 버스 속도 (MHz) | 열설계전력 (W) |
| ---- | ---------- | ------------- | --------------- | -------------- |
| 5020 | 2.50       | 2x2           | 667             | 95             |
| 5030 | 2.66       | 2x2           | 667             | 95             |
| 5040 | 2.83       | 2x2           | 667             | 95             |
| 5050 | 3.00       | 2x2           | 667             | 95             |
| 5060 | 3.20       | 2x2           | 1066            | 130            |
| 5063 | 3.20       | 2x2           | 1066            | 95             |
| 5070 | 3.46       | 2x2           | 1066            | 130            |
| 5080 | 3.73       | 2x2           | 1066            | 130            |

## 펜티엄 M (요나) 마이크로아키텍처 기반 제온

#### LV (ULV), "소사만"
2006년 3월 14일에 소사만이라는 이름의 인텔은 듀얼 코어 프로세서를 출시하였고 Xeon LV (Law Voltage, 저전력)이라는 브랜드로 판매하였다. 그 뒤에 초저전력(Ultra-Low-Voltage,ULV) 버전도 출시되었다.

## 코어 마이크로아키텍처 기반 제온

### 듀얼 코어

#### 3000 계열 "콘로"
| 모델  | 클럭 (GHz) | L2 캐시 (MiB) | 버스 속도 (MHz) | 열설계전력 (W) |
| ----- | ---------- | ------------- | --------------- | -------------- |
| 3040  | 1.86       | 2             | 1066            | 65             |
| 3050  | 2.13       | 2             | 1066            | 65             |
| 3055* | 2.13       | 4             | 1066            | 65             |
| 3060  | 2.4        | 4             | 1066            | 65             |
| 3065  | 2.33       | 4             | 1333            | 65             |
| 3070  | 2.66       | 4             | 1066            | 65             |
| 3075  | 2.66       | 4             | 1333            | 65             |
| 3080* | 2.93       | 4             | 1066            | 65             |
| 3085  | 3.00       | 4             | 1333            | 65             |

- 별표 친 곳은 인텔의 데이터베이스에 존재하지 않는다는 뜻이다.[2]

#### 3100 계열 "울프데일"
| 모델  | 클럭 (GHz) | L2 캐시 (MiB) | 버스 속도 (MHz) | 열설계전력 (W) |
| ----- | ---------- | ------------- | --------------- | -------------- |
| E3110 | 3.00       | 6             | 1333            | 65             |
| L3110 | 3.00       | 6             | 1333            | 45             |

#### 5100 계열 "우드크레스트"
인텔은 2006년 6월 26일에 코드명이 우드크레스트인 2 소켓용 듀얼 코어 제온 프로세서를 발표했다. 제품명은 인텔 제온 프로세서 5100 계열로서 최초의 인텔 코어 마이크로아키텍처기반의 프로세서이다. 65nm미세 공정기술기반에 4MiB의 공유 L2캐시를 제공한다. 인텔은 전세대 제품대비 80%이상의 뛰어난 성능을 제공하며 소비전력에서는 20%까지 낮췄다고 말을 한다. 대부분의 제품은 1333MT/s의 프론트사이드 버스를 제공하며 예외적으로 5110과 5120은 1066MT/s이다. 가장 빠른 프로세서는 5160으로서 3.0GHz로 동작하며 모든 제품은 LGA 771소켓을 사용한다. 5160의 열설계전력은 80W이며 나머지는 모두 65W이다. 저전력 프로세서인 5148LV는 40W이다. 이전 세대의 열설계전력이 130W인것과 비교하면 소비전력에서 커다란 향상을 가져왔다고 말할 수 있다. 모든 제품은 인텔 64(인텔의 x86-64 적용), XD 비트, 가상화 기술을 지원하며 요구 기반 스위칭(Demand Based Switching(DBS))은 5140이상에서만 지원된다.
| 모델 | 클럭 (GHz) | L2 캐시 (MiB) | 버스 속도 (MHz) | 열설계전력 (W) |
| ---- | ---------- | ------------- | --------------- | -------------- |
| 5110 | 1.60       | 4             | 1066            | 65             |
| 5120 | 1.83       | 4             | 1066            | 65             |
| 5128 | 1.83       | 4             | 1066            | 40             |
| 5130 | 2.0        | 4             | 1333            | 65             |
| 5138 | 2.13       | 4             | 1066            | 35             |
| 5140 | 2.33       | 4             | 1333            | 65             |
| 5148 | 2.33       | 4             | 1333            | 40             |
| 5150 | 2.66       | 4             | 1333            | 65             |
| 5160 | 3          | 4             | 1333            | 80             |

#### 5200 계열 "울프데일 DP"
인텔은 2007년 11월 11일에 코드명이 울프데일 DP인 듀얼 코어 제온 프로세서를 발표했다. 제품명은 인텔 제온 프로세서 5200 계열로서 45 nm 미세 공정에 Hi-k 메탈게이트를 사용했으며 6MB의 공유 L2 캐시를 제공하는 프로세서이다. 1066 MHz부터 1600 MHz 버스 속도에 열설계전력이 E5205은 65W이며 나머지는 모두 80W이다. 저전력 프로세서인 L5240은 40W이다. LGA771소켓에 사용되며 인텔 64(인텔의 x86-64 적용), XD 비트, 가상화 기술, 요구 기반 스위칭(Demand Based Switching(DBS))이 지원(E5205제외)된다. 가장 빠른 울프데인 DP 프로세서는 X5270으로서 동작속도가 3.5GHz이다. 인텔 1600 MHz 버스 속도 제온 프로세서는 시버그(Seaburg)칩셋과 사용되며 이 칩셋은 두개의 PCIe 2.0 x16 슬롯과 최대 128 GB의 메모리를 지원한다.
| 모델  | 클럭 (GHz) | L2 캐시 (MiB) | 버스 속도 (MHz) | 열설계전력 (W) |
| ----- | ---------- | ------------- | --------------- | -------------- |
| E5205 | 1.86       | 6             | 1066            | 65             |
| L5240 | 3.0        | 6             | 1333            | 40             |
| X5260 | 3.33       | 6             | 1333            | 80             |
| X5270 | 3.50       | 6             | 1333            | 80             |
| X5272 | 3.40       | 6             | 1600            | 80             |

#### 7200 계열 "타이거톤"
코드이름이 타이거톤인 인텔 제온 프로세서 7200 계열은 4 소켓 이상 서버용 듀얼 코어 프로세서이다. 인텔 제온 프로세서 7300 계열과 비슷하지만 각각의 실리콘 칩에 하나의 코어만 활성화되었다. 이렇게 함으로써 듀얼 코어이지만 코어당 L2캐시가 4MB로서 7300 계열과 비교했을 때 더 많게 된다. 인텔 코어 마이크로아키텍처기반이고 버스 속도는 1066 MT/s이다. 열설계전력은 모두 80W이다. 클럭 속도는 2.4GHz와 2.93GHz가 있다.
2007년 9월 5일에 발표되었으며  인텔 7300 칩셋인 클럭스보로(Clarksboro)와 함께 케인랜드(Caneland) 플랫폼을 구성한다. 인텔 7300 칩셋은 4 개의 점대점 독립 프론트 사이드 버스를 제공하여 대역폭을 극대화하였다. FBDIMM을 사용함으로써 메모리 용량을 4배 이상 확장할 수 있었으며 안정성도 높일 수 있었다. 또한 64MB의 스눕 필터를 제공하여 프론트 사이드 버스의 효율성을 높였다. 차세대 I/O 가속 기술(IOAT)도 지원한다.
| 모델  | 클럭 (GHz) | L2 캐시 (MiB) | 버스 속도 (MHz) | 열설계전력 (W) |
| ----- | ---------- | ------------- | --------------- | -------------- |
| E7210 | 2.40       | 2x4           | 1066            | 80             |
| E7220 | 2.93       | 2x4           | 1066            | 80             |

### 쿼드/멀티 코어 제온

#### 3200 계열 "켄츠필드"
인텔은 코드이름이 켄츠필드인 1 소켓 x86 서버용 쿼드 코어(2x2) 제온 3200 프로세서 계열을 2007년 1월 7일에 발표하였다. 65 nm 공정기술에 인텔 코어 마이크로아키텍처기반으로 두개의 듀얼 코어 칩이 하나의 패키지에 실장된 MCM(multi-chip module)방식의 프로세서이다. 출시된 제품들은 X3210 , X3220, X3230이고 각각 2.13 GHz, 2.4 GHz, 2.66 GHz의 동작 주파수로 동작을 한다. 듀얼 코어당 4 MB의 공유 L2 캐시로 총 8 MB의 L2 캐시가 있다. 프론트 사이드 버스의 클럭 속도는 1066 MT/s이다. 열설계전력은 모두 95W이다.
| 모델  | 클럭 (GHz) | L2 캐시 (MiB) | 버스 속도 (MHz) | 열설계전력 (W) |
| ----- | ---------- | ------------- | --------------- | -------------- |
| X3210 | 2.13       | 2x4           | 1066            | 95             |
| X3220 | 2.40       | 2x4           | 1066            | 95             |
| X3230 | 2.66       | 2x4           | 1066            | 95             |

#### 3300 계열 "요크필드"
코드이름이 요크필드인 1 소켓 x86 서버용 쿼드 코어(2x2) 제온 3300 프로세서 계열은 45 nm 공정기술에 인텔 향상된 코어 마이크로아키텍처기반으로 두개의 듀얼 코어 칩이 하나의 패키지에 실장된 MCM(multi-chip module)방식의 프로세서이다. 출시된 제품들은 X3320, X3350, X3360, X3370, X3380, L3360 이고 각각 2.50 GHz, 2.66 GHz, 2.83 GHz, 3.0 GHz, 3.16Ghz, 2.83 GHz의 동작 주파수로 동작을 한다. 최대 캐시는 듀얼 코어당 6 MB의 공유 L2 캐시로 총 12 MB의 L2 캐시가 있다. 단 X3320과 X3330은 3MB의 공유 L2 캐시로 총 6MB이다. L3360은 저전력 설계 버전으로 기존의 95W가 아닌 65W의 TDP를 가진다. 프론트 사이드 버스의 클럭 속도는1066 MT/s에서 1333MT/s로 향상되었다. 열설계전력은 모두 95W이다. 인텔 64(인텔의 x86-64 적용), XD 비트, 가상화 기술, 요구 기반 스위칭(Demand Based Switching(DBS))이 지원된다.
| 모델  | 클럭 (GHz) | L2 캐시 (MiB) | 버스 속도 (MHz) | 열설계전력 (W) | 소켓   |
| ----- | ---------- | ------------- | --------------- | -------------- | ------ |
| X3320 | 2.50       | 2x3           | 1333            | 95             | 소켓 T |
| X3330 | 2.66       | 2x3           | 1333            | 95             | 소켓 T |
| X3350 | 2.66       | 2x6           | 1333            | 95             | 소켓 T |
| X3360 | 2.83       | 2x6           | 1333            | 95             | 소켓 T |
| X3370 | 3.00       | 2x6           | 1333            | 95             | 소켓 T |
| X3380 | 3.16       | 2x6           | 1333            | 95             | 소켓 T |
| L3360 | 2.83       | 2x6           | 1333            | 65             | 소켓 T |

#### 5300 계열 "클로버타운"
클로버타운은 2 소켓 x86 서버용 최초의 쿼드 코어(2x2) 프로세서이다. 인텔 코어 마이크로아키텍처기반으로 두개의 듀얼 코어 우드크레스트 칩이 하나의 패키지에 실장된 멀티 칩 모듈(multi-chip module, 약어:MCM)방식의 프로세서이다. 듀얼 코어당 4 MB의 공유 L2 캐시로 총 8 MB의 L2 캐시가 있다. 우드크레스트와 마찬가지로 하위 두개 제품은1066 MT/s의 FSB를 사용하고 나머지는 FSB가 1333 MT/s이다.
인텔은 클로버타운 제품을 2006년 11월 14일에 발표했다. 출시된 제품들은 E5310과 E5320, E5335, E5345, X5355이며 동작 주파수는 1.6GHz부터 2.66GHz이다. 끝자리 숫자 -0은 1066 MT/s FSB를 의미하며 -5는 1333 MT/s FSB를 말한다. X5355의 열설계전력은 120W이며 나머지 모두는 80W이다. 저전력용 클로버타운 프로세서는 50W이며 3가지 제품이 있다. 모델 번호는 L5310 과 L5320, L5335이고 동작 주파수는 각각 1.6 GHz, 1.86 GHz 그리고 2.0 GHz이다.
가장 빠른 3.0 GHz X5365는 2007년 7월에 발표되었으며 애플 맥 프로 에서는 2007년 4월부터 가용되었다. LINPAC 벤치마크에서 38 GFLOPS의 성능을 낸다.
| 모델  | 클럭 (GHz) | L2 캐시 (MiB) | 버스 속도 (MHz) | 열설계전력 (W) |
| ----- | ---------- | ------------- | --------------- | -------------- |
| E5310 | 1.60       | 2x4           | 1066            | 80             |
| L5310 | 1.60       | 2x4           | 1066            | 50             |
| E5320 | 1.83       | 2x4           | 1066            | 80             |
| L5320 | 1.83       | 2x4           | 1066            | 50             |
| E5335 | 2.00       | 2x4           | 1333            | 80             |
| L5335 | 2.00       | 2x4           | 1333            | 50             |
| E5345 | 2.33       | 2x4           | 1333            | 80             |
| X5355 | 2.66       | 2x4           | 1333            | 120            |
| X5365 | 3.00       | 2x4           | 1333            | 120            |

#### 5400 계열 "하퍼타운"
2007년 11월 11일, 인텔은 코드명이 하퍼타운으로 알려진 요크필드 기반의 제온 프로세서를 발표했다.  이 제품군은 45 nm 미세 공정에 Hi-k 메탈게이트를 사용한 프로세서로서 두개 다이에 쿼드코어를 집적했다. 1333 MHz부터 1600 MHz 버스 속도에 열설계전력가 각 모델에 따라 50 W부터 150 W이다. LGA771소켓에 사용되며 인텔 64(인텔의 x86-64 적용), XD 비트, 가상화 기술, 요구 기반 스위칭(Demand Based Switching(DBS))이 지원(E5405제외)된다. 모델명 앞의 문자는 소비전력을 뜻하며 L은 50 W의 열설계전력, E는 80 W의 열설계전력, X는 120 W 열설계전력을 의미한다. 가장 빠른 하퍼타운 프로세서는 X5492로서 3.4GHz의 클럭이다.
인텔 1600 MHz 버스 속도 제온 프로세서는 시버그(Seaburg)칩셋과 사용되며 이 칩셋은 두개의 PCIe 2.0 x16 슬롯과 최대128 GB의 메모리를 지원한다.
| 모델  | 클럭 (GHz) | L2 캐시 (MiB) | 버스 속도 (MHz) | 열설계전력 (W) |
| ----- | ---------- | ------------- | --------------- | -------------- |
| E5405 | 2.00       | 2x6           | 1333            | 80             |
| E5410 | 2.33       | 2x6           | 1333            | 80             |
| L5410 | 2.33       | 2x6           | 1333            | 50             |
| E5420 | 2.50       | 2x6           | 1333            | 80             |
| L5420 | 2.50       | 2x6           | 1333            | 50             |
| L5430 | 2.66       | 2x6           | 1333            | 50             |
| E5430 | 2.66       | 2x6           | 1333            | 80             |
| E5440 | 2.83       | 2x6           | 1333            | 80             |
| E5450 | 3.00       | 2x6           | 1333            | 80             |
| X5450 | 3.00       | 2x6           | 1333            | 120            |
| X5460 | 3.16       | 2x6           | 1333            | 120            |
| E5462 | 2.80       | 2x6           | 1600            | 80             |
| E5472 | 3.00       | 2x6           | 1600            | 80             |
| X5470 | 3.33       | 2x6           | 1333            | 120            |
| X5472 | 3.00       | 2x6           | 1600            | 120            |
| X5482 | 3.20       | 2x6           | 1600            | 150            |
| X5492 | 3.40       | 2x6           | 1600            | 150            |

#### 7300 계열 "타이거톤"
암호 이름이 타이거톤인 인텔 제온 프로세서 7300 계열은 4 소켓 이상 서버용 쿼드 코어 프로세서이며 제품 코드는 80565이다. 인텔 제온 5300 계열 프로세서인 클로버타운과 같이 인텔 코어 마이크로아키텍처기반으로 두개의 듀얼 코어 실리콘 칩이 하나의 패키지에 실장된 멀티 칩 모듈(multi-chip module, 약어: MCM)방식의 프로세서이다. 최대 캐시는 듀얼 코어당 4 MB의 공유 L2 캐시로 총 8 MB의 L2 캐시가 있다. 버스 속도는 1066 MT/s이다. 열설계전력은 고성능급인 X7350은 130W이며 나머지는 80W이다. 저전력용 L7345는 50W이다. 클럭 속도는 1.6 GHz부터 최대 2.93GHz까지이다.
2007년 9월 5일에 발표되었으며  인텔 7300 칩셋인 클럭스보로(Clarksboro)와 함께 케인랜드(Caneland) 플랫폼을 구성한다.
인텔은 이전의 7100계열 프로세서와 비교하였을 때 2배 이상의 성능과 3배 이상의 와트당 성능을 제공한다고 한다. 인텔 7300 칩셋은 4 개의 점대점 독립 프론트 사이드 버스를 제공하여 대역폭을 극대화하였다. FBDIMM을 사용함으로써 메모리 용량을 4배 이상 확장할 수 있었으며 안정성도 높일 수 있었다. 또한 64MB의 스눕 필터를 제공하여 프론트 사이드 버스의 효율성을 높였다. 차세대 I/O 가속 기술(IOAT)도 지원한다.
| 모델  | 클럭 (GHz) | L2 캐시 (MiB) | 버스 속도 (MHz) | 열설계전력 (W) |
| ----- | ---------- | ------------- | --------------- | -------------- |
| E7310 | 1.60       | 2x2           | 1066            | 80             |
| E7320 | 2.13       | 2x2           | 1066            | 80             |
| E7330 | 2.40       | 2x3           | 1066            | 80             |
| E7340 | 2.40       | 2x4           | 1066            | 80             |
| L7345 | 1.86       | 2x4           | 1066            | 50             |
| X7350 | 2.93       | 2x4           | 1066            | 130            |

#### 7400 계열 "더닝턴"
더닝턴(Dunnington) - 펜린계열의 마지막 프로세서이자 한 다이에 네개 이상의 코어가 집적된 최초의 멀티 코어 프로세서이다. 3MB의 통합된 L2캐시 각각 3개와 96KB L1 캐시(데이터), 16MB의 L3캐시와 함께 하나의 다이에 6 코어가 내장되었다. 이것은 45 nm 듀얼코어 울프데일 세개를 합친 것과 흡사하다. 버스 속도가 1066MHz이고 타이거톤의 mPGA604소켓에 사용할 수 있고 케인랜드 칩셋과 호환된다. DDR2-1066 (533 MHz)를 지원하고 최대 열설계전력은 130 W이내이다. 블래이드 및 기타 랙용이며 미국에서는 2008년 9월 15일에 출시되었으며, 대한민국에서는 2008년 9월 18일 출시되었다.
| 모델  | 클럭 (GHz) | L3 캐시 (MiB) | 버스 속도 (MHz) | 열설계전력 (W) | 코어 |
| ----- | ---------- | ------------- | --------------- | -------------- | ---- |
| X7460 | 2.66       | 16            | 1066            | 130            | 6    |
| E7450 | 2.40       | 12            | 1066            | 90             | 6    |
| E7440 | 2.40       | 16            | 1066            | 90             | 4    |
| E7430 | 2.13       | 12            | 1066            | 90             | 4    |
| E7420 | 2.13       | 8             | 1066            | 90             | 4    |
| L7455 | 2.13       | 12            | 1066            | 65             | 6    |
| L7445 | 2.13       | 12            | 1066            | 50             | 4    |

## 네할렘 마이크로아키텍처 기반 제온

#### 3400 계열 "린필드"
린필드 기반의 제온 프로세서 3400 계열은 “요크필드” 기반의 제온 프로세서 3300 계열의 후속 제품이다. 네할렘 마이크로아키텍처 기반으로 4개 코어가 하나의 반도체 다이에 집적되었으며 2009년 9월에 발표되었다. PCI 익스프레스와 다이렉트 미디어 인터페이스(Direct Media Interface) 버스외에도 두개의 메모리 채널이 프로세서에 내장되어 있다.

#### 3400 계열 "클락데일"
제온 프로세서 3400 계열의 밑단 제품들은 린필드가 아니고 클락데일 프로세서이다. 이 클락데일 제품은 코어 셀러론 G1000과 G6000 펜티엄 계열뿐만 아니라 i3-500과 코어 i3-600에서도 사용되었다. 다른 클락데일 제품과 비교해봤을 때, 이 제품은 그래픽기능을 내장하지 않지만 열 설계 전력이 30W로서 아주 낮다. 린필드 기반의 제온 프로세서 3400 계열과 비교했을 때 오직 2개의 코어만 제공한다.

#### 3500 계열 "블룸필드"
블룸필드는 코어 마이크로아키텍처의 후속인 네할렘 마이크로아키텍처기반의 제온 프로세서 코드이름이다. 펜린과 같은 45 nm 공정기술을 사용한다. 첫 네할렘 아키텍처는 2008년 11월에 발표된 데스크탑용 인텔 코어 i7이고 이 프로세서는 1소켓 서버용 인텔 제온 프로세서이다.
아래와 같은 사양은 이전 제온 프로세서 대비 성능을 높이게 된다.
- DDR3 UDIMM(Unbuffered) 또는 RDIMM(Registered)를 지원하는 3 메모리 채널. 내장 메모리 제어기.
- 새로운 점대점 상호연결 퀵패스. 기존 프론트 사이드 버스를 대체.
- 다중 코어및 하이퍼 스레딩에 의한 동시 멀티 스레딩 처리.

| 모델  | 속도 (GHz) | L3 캐시 (MB) | QPI 속도 (GT/s) | DDR3 클럭 (MHz) | TDP (W) | 코어수 | 스레드수 | 터보 부스트 |
| ----- | ---------- | ------------ | --------------- | --------------- | ------- | ------ | -------- | ----------- |
| W3503 | 2.40       | 4            | 4.8             | 1066            | 130     | 2      | 2        | No          |
| W3505 | 2.53       | 4            | 4.8             | 1066            | 130     | 2      | 2        | No          |
| W3520 | 2.66       | 8            | 4.8             | 1066            | 130     | 4      | 8        | Yes         |
| W3530 | 2.80       | 8            | 4.8             | 1066            | 130     | 4      | 8        | Yes         |
| W3540 | 2.93       | 8            | 4.8             | 1066            | 130     | 4      | 8        | Yes         |
| W3550 | 3.06       | 8            | 4.8             | 1066            | 130     | 4      | 8        | Yes         |
| W3565 | 3.20       | 8            | 4.8             | 1066            | 130     | 4      | 8        | Yes         |
| W3570 | 3.2        | 8            | 6.4             | 1333            | 130     | 4      | 8        | Yes         |
| W3580 | 3.33       | 8            | 6.4             | 1333            | 130     | 4      | 8        | Yes         |

#### 5500 계열 "네할렘-EP" (게인스타운)
네할렘-EP는 인텔 코어 마이크로아키텍처 기반의 제온 프로세서 후속 제품으로 코드명 "게인스타운"으로 알려진 인텔 네할렘 마이크로아키텍처기반의 2 소켓 서버용 프로세서이다. 인텔의 펜린과 동일한 45 nm 공정기술을 사용한다. 네할렘 아키텍처는 2008년 11월에 처음 데스크톱 인텔 코어 i7으로 발표되었다. 서버 프로세서는 인텔 제온 프로세서 5500 계열이라는 이름으로 대한민국에서 2009년 3월 31일에 발표되었다.
이전 세대 대비 주요 향상된 기술 및 특징은 다음과 같다.
- 메모리 컨트롤러가 내장되었으며 3개의 DDR3 SDRAM 메모리 채널을 지원.
- 기존 프론트사이드 버스를 대체하는 새로운 점대점(point-to-point) 상호연결 퀵패스버스.
- 제온 5000계열 프로세서 이전에 지원하던 하이퍼 스레딩 (5520부터 코어당 2배 스레드 지원)기술 지원.
- 인텔 터보 부스트 기술로 기준 클럭보다 높은 주파수로 동작
- 향상된 가상화 기술 지원
- 파워 게이트 기술을 적용하여 저전력 구현

| 모델  | 속도 (GHz) | L3 캐시 (MB) | QPI 속도 (GT/s) | DDR3 클럭 (MHz) | TDP (W) | 코어수 | 스레드수 | 터보 부스트 |
| ----- | ---------- | ------------ | --------------- | --------------- | ------- | ------ | -------- | ----------- |
| E5502 | 1.86       | 4            | 4.8             | 800             | 80      | 2      | 2        | 아니오      |
| E5504 | 2.00       | 4            | 4.8             | 800             | 80      | 4      | 4        | 아니오      |
| E5506 | 2.13       | 4            | 4.8             | 800             | 80      | 4      | 4        | 아니오      |
| L5506 | 2.13       | 4            | 4.8             | 800             | 60      | 4      | 4        | 아니오      |
| E5520 | 2.26       | 8            | 5.86            | 1066            | 80      | 4      | 8        | 예          |
| L5520 | 2.26       | 8            | 5.86            | 1066            | 60      | 4      | 8        | 예          |
| E5530 | 2.40       | 8            | 5.86            | 1066            | 80      | 4      | 8        | 예          |
| E5540 | 2.53       | 8            | 5.86            | 1066            | 80      | 4      | 8        | 예          |
| X5550 | 2.66       | 8            | 6.4             | 1333            | 95      | 4      | 8        | 예          |
| X5560 | 2.80       | 8            | 6.4             | 1333            | 95      | 4      | 8        | 예          |
| X5570 | 2.93       | 8            | 6.4             | 1333            | 95      | 4      | 8        | 예          |
| W5580 | 3.20       | 8            | 6.4             | 1333            | 130     | 4      | 8        | 예          |

#### C3500/C5500 계열 "제스퍼 포레스트"
제스퍼 포레스트는 PCI 익스프레스 버스가 프로세서에 내장된 네할렘 기반의 임베디드 및 스토리지용 프로세서 이름이다. 코어수는 한개부터 네개이며 최대 소비 전력은 23와트부터 85와트이다.
QPI가 없는 1소켓용 프로세서는 LC35xx 과 EC35xx이며 2소켓용 프로세서는 LC55xx과 EC55xx이다. 두 버전은 3420 칩셋과 통신하기 위해서 DMI링크를 사용하지만 LGA 1366 패키지에서는 DMI도 아니고 PCI 익스프레스도 아닌 QPI를 사용한다. 린필드와 제스퍼 포레스트의 CPUID는 106Ex, 즉 패밀리 6 모델 30이다.
셀러론 P1053은 똑같은 LC35xx 계열에 속한다. 그렇지만 현재 제온 프로세서에서 지원하는 안정성, 가용성, 서비스용이성을 위한 기능이 적다.

#### 3600/5600 계열 "웨스트미어-EP"(걸프타운)
인텔 제온 프로세서 5600 계열, 웨스트미어-EP(Westmere-EP)는 인텔의 네할렘 마이크로아키텍처 기반의 32 nm 공정기술을 적용하는 2 소켓 서버용 프로세서이다. 2010년 3월에 출시되었다. 3600 계열 프로세서는 1소켓용이다. 이 두 제품은 각각의 전세대 제품과 소켓 호환성을 유지한다. 최대 6코어를 지원하며 전세대 대비 새롭게 AES-NI와 TXT를 지원하여 보안기능을 강화하였다.
| 모델  | 속도 (GHz) | L3 캐시 (MiB) | QPI 속도 (GT/s) | DDR3 클럭 (MHz) | TDP (W) | 코어수 | 스레드수 | 터보 부스트 |
| ----- | ---------- | ------------- | --------------- | --------------- | ------- | ------ | -------- | ----------- |
| W3670 | 3.20       | 12            | 4.8             | 1066            | 130     | 6      | 12       | Y           |
| W3680 | 3.33       | 12            | 6.4             | 1333            | 130     | 6      | 12       | Y           |
| L5609 | 1.86       | 12            | 4.8             | 1066            | 40      | 4      | 4        | N           |
| L5618 | 1.86       | 12            | 5.86            | 1066            | 40      | 4      | 8        | Y           |
| L5630 | 2.13       | 12            | 5.86            | 1066            | 40      | 4      | 8        | Y           |
| E5620 | 2.40       | 12            | 5.86            | 1066            | 80      | 4      | 8        | Y           |
| E5630 | 2.53       | 12            | 5.86            | 1066            | 80      | 4      | 8        | Y           |
| E5640 | 2.66       | 12            | 5.86            | 1066            | 80      | 4      | 8        | Y           |
| X5667 | 3.06       | 12            | 6.4             | 1333            | 95      | 4      | 8        | Y           |
| X5677 | 3.46       | 12            | 6.4             | 1333            | 130     | 4      | 8        | Y           |
| L5638 | 2.00       | 12            | 5.86            | 1333            | 60      | 6      | 12       | Y           |
| L5640 | 2.26       | 12            | 5.86            | 1333            | 60      | 6      | 12       | Y           |
| E5645 | 2.40       | 12            | 5.86            | 1333            | 80      | 6      | 12       | Y           |
| X5650 | 2.66       | 12            | 6.4             | 1333            | 95      | 6      | 12       | Y           |
| X5660 | 2.80       | 12            | 6.4             | 1333            | 95      | 6      | 12       | Y           |
| X5670 | 2.93       | 12            | 6.4             | 1333            | 95      | 6      | 12       | Y           |
| X5675 | 3.06       | 12            | 6.4             | 1333            | 95      | 6      | 12       | Y           |
| X5680 | 3.33       | 12            | 6.4             | 1333            | 130     | 6      | 12       | Y           |

#### 6500/7500 계열 "벡톤"
벡톤 또는 네할렘-EX 프로세서는 네할렘 마이크로아키텍처 기반의 4 소켓 이상의 서버용 프로세서로서 코어수가 최대 8개이다. DDR3를 지원하며 4개의 퀵패스 인터페이스를 지원한다. 2010년 3월에 출시되었다. 4개의 퀵패스를 이용하여 별도의 칩셋없이 8소켓까지의 확장성을 지원한다. 6500계열의 프로세서는 2소켓까지만의 확장성을 지원한다.
인텔 Digital Enterprise Group(DEG)의 산타클라라(Santa Clara)와 허드슨(Hudson) 설계팀에서 개발되었으며 P1266(45 nm)공정기술로 생산된다. 각 제품번호에 따라 코어수와 QPI 링크 그리고 L3 캐시 크기가 다르다.
| 모델  | 속도 (GHz) | L3 캐시 (MB) | QPI 속도 (GT/s) | DDR3 클럭 (MHz) | TDP (W) | 코어수      | 스레드수            | 터보 부스트 |
| ----- | ---------- | ------------ | --------------- | --------------- | ------- | ----------- | ------------------- | ----------- |
| E6510 | 1.73       | 12MB         | 2x4.8           | 800             | 105     | 쿼드(4)코어 | 옥타(8)코어         |             |
| E6540 | 2.00       | 18MB         | 2x6.4           | 1066            | 105     | 헥사(6)코어 | 도데카(12)코어      |             |
| X6550 | 2.00       | 18MB         | 2x6.4           | 1066            | 130     | 옥타(8)코어 | 헥사 데시멀(16)코어 |             |
| E7520 | 1.86       | 18MB         | 3x4.8           | 800             | 95      | 쿼드(4)코어 | 옥타(8)코어         |             |
| E7530 | 1.86       | 12MB         | 3x5.8           | 1066            | 105     | 헥사(6)코어 | 도데카(12)코어      |             |
| E7540 | 2.00       | 18MB         | 4x6.4           | 1066            | 105     | 헥사(6)코어 | 도데카(12)코어      |             |
| X7542 | 2.66       | 18MB         | 4x5.8           | 1066            | 130     | 헥사(6)코어 | 헥사(6)코어         | 0/1/1/1     |
| L7545 | 1.86       | 18MB         | 4x5.8           | 1066            | 95      | 헥사(6)코어 | 도데카(12)코어      | 0/1/3/5     |
| X7550 | 2.00       | 18MB         | 4x6.4           | 1066            | 130     | 옥타(8)코어 | 헥사 데시멀(16)코어 |             |
| L7555 | 1.86       | 24MB         | 4x5.8           | 1066            | 95      | 옥타(8)코어 | 헥사 데시멀(16)코어 | 1/2/4/5     |
| X7560 | 2.26       | 24MB         | 4x6.4           | 1066            | 130     | 옥타(8)코어 | 헥사 데시멀(16)코어 |             |

## 출시된 프로세서

### 샌디 브리지
샌디 브리지 마이크로아키텍처를기반으로 하는 프로세서로 2011년 하반기에 출시되었다.

### 아이비 브리지
아이비 브리지는 샌디브리지의 공정기술을 미세화한 프로세서. 22 nm 공정기술을 사용하였다.

### 하스웰
하스웰 마이크로아키텍처는 아이비브리지의 차세대 마이크로아키텍처.

### 브로드웰
인텔의 5세대 프로세서

### 스카이레이크
인텔의 6세대 프로세서, 마이크로소프트 윈도우 7을 더 이상 지원하지 않는다. 스카이레이크 사용자는 마이크로소프트 윈도우 8 이상을 설치하여야 한다.

### 카비레이크
인텔의 7세대 프로세서, 마이크로소프트 윈도우 10만을 지원한다.

### 케스케이드레이크
인텔의 14nm 프로세서

### 쿠퍼레이크
로드맵만, 미출시

### 아이스레이크
로드맵만 미출시

### 사파이어레피즈
로드맵만 미출시

## 같이 보기
- 인텔 제온 마이크로프로세서 목록
- 마이크로아키텍처
- 코어 마이크로아키텍처
- 넷버스트 마이크로아키텍처
- 네할렘 마이크로아키텍처
- 샌디 브리지 마이크로아키텍처